# Isla Contadora
Isla Contadora is een eiland behorend tot de eilandengroep de Pareleilanden aan de Stille Oceaanzijde van Panama in de Golf van Panama.
Het is het meest bekende en op vijf na grootste eiland van de groep en staat bekend om zijn vakantieresorts. Het ligt op 80 kilometer van Panama City. Van Contadora wordt aangenomen dat het gebruikt werd door de Spaanse Conquistadores als tussenstop om proviand aan boord te nemen voordat ze naar Spanje terugkeerden. Dit zou een verklaring van de naam zijn want "Contador" betekent toonbank of boekhouder in het Spaans.
Isla Contadora is een eiland waar vele rijke Panamezen een luxe vakantiehuis bezitten. Er is zijn diverse luxe hotels en er zijn vakantiehuisjes beschikbaar. Het eiland telt dertien zandstranden. De meeste werknemers in de toeristenindustrie wonen zelf op het nabijgelegen Isla Saboga. Het eiland werd wereldwijd bekend toen in 1979 de Shah van Perzië korte tijd in ballingschap verbleef op Isla Contadora na zijn vlucht uit Iran. Een kleine lijndienstverbinding per vliegtuig, Aero Perlas, vliegt regelmatig tussen Panama-Stad en Contadora.
De Pareleilanden, waaronder Isla Contadora als plaats voor de Eilandraad, werden als locatie gebruikt voor drie seizoenen van de Amerikaanse survival televisieserie Survivor en een jaar later streken de Europese teams van het zusterprogramma Expeditie Robinson er op neer voor hun serie van 2006.